# Johanna Varner
Johanna Varner (München, 1963) is een Oostenrijkse muzikant en fotograaf. Ze woont en werkt in de Nederlandse provincie Groningen. Haar pseudoniem is sinds 2020 Johanna van Oostum (Oostum in de provincie Groningen is haar woonplek). 
Ze speelt cello en contrabas en werkt als componist, op het gebied van hedendaagse en geïmproviseerde muziek. Daarbij is ze muziekuitgever en initiatiefnemer van concertseries.
Als fotografe houdt ze solotentoonstellingen in Duitsland en Nederland. Ze richt zich vooral op het Groninger landschap.

## Biografie

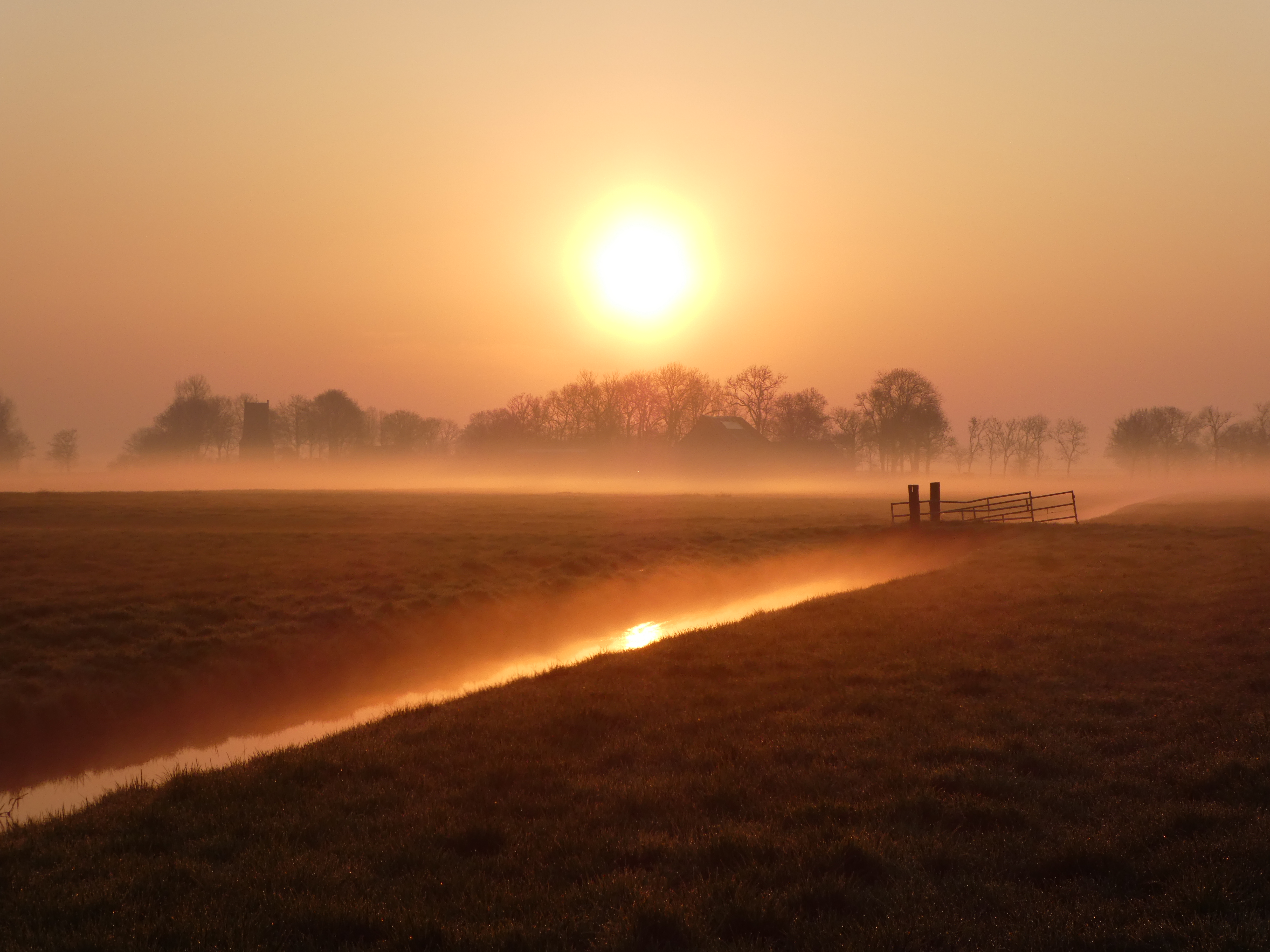
Zonsondergang, door Johanna Varner

Varner studeerde cello bij Fritz Kiskalt aan de Universiteit van Muziek en Podiumkunsten München, waar ze het staatsexamen behaalde. In 1984 won ze de tweede prijs op de String Quartet Competition in Bubenreuth met het Cudek Quartet. Hierna vervolgde ze een studies voor de cello aan de David Oistrach Academie in Ingolstadt met Eldar Issakadze en masterclasses bij het Alban Berg Quartett, en voor de contrabas bij Rufus Reid, Thomas Stabenow en Henning Sieverts.
Vanaf 1986 speelt Varner geïmproviseerde muziek. Ze is een van de oprichters van het International Composers and Improvisers Ensemble Munich (ICI) en initieerde de concertreeks Internationale Begegnungen in München, ondersteund door de Duitse muziekraad, de stad München en het Oostenrijkse culturele forum. Ze werkte met FM-Einheit, Ulrike Haage, Katharina Franck, Alexander Hacke, Phil Minton, George Lewis, Dieter Schnebel, Barry Guy en Markus Stockhausen. Met een beurs van de stad München studeerde ze in 2004 bij Mary Oliver in Amsterdam en werkte ze met leden van het ICP Orchestra. Met Han Bennink, Mary Oliver en Christofer Varner richtte ze het Ammü Quartet op; met Mary Oliver het duo JOMO.
Als klassiek cellist speelde Varner in orkesten onder Leonard Bernstein en Christoph Poppen. In 2000 richtte ze het ensemble Laurier op dat zich richt op hedendaagse muziek. Ze nam deel aan opnames van Olga Neuwirth en William Parker voor de Bayerischer Rundfunk. Na het duoalbum JOMO presenteerde ze in 2011 haar debuutalbum Johanna Varner. Sinds 2009 speelt Johanna Varner in verschillende ensembles met de Nederlandse gitarist  Dick Toering, sinds 2013 in het Nederlandse Ensemble Klangwelt Station met Dick Toering en de Duitse bassist Meinrad Kneer.
Varner runt daarnaast een muziekuitgeverij en werkt als muziekdocent, auteur en illustrator. Zij is ook de initiatiefnemer van de concertserie Composer in dialogue (met de gasten Joëlle Léandre en Olga Neuwirth), het maandelijkse concert geïmproviseerde muziek München (op het voormalige Probebühne van de Otto-Falkenberg-Schule ) en de Kindermitmachtheater muziek - met Charlie over de hele wereld.
Tussen 1980 en 1983 studeerde Varner fotografie bij verschillende gerenommeerde fotografen. Ze ontwerpt al 35 jaar muziekboeken, cd's en concertprogramma's met illustraties en foto's. Sinds 2018 ze solo-tentoonstellingen in Duitsland en Nederland. Het meeste succes had ze met de tentoonstelling "Groninger Landschap".

## Discografie
- ICI Ensemble & George Lewis (PAO Records, 2003), mit Roger Janotta
- ICI Ensemble Munich:  The Wisdom of Pearls (PAO Records, 2006)
- Johanna Varner, Mary Oliver, JOMONEOS, 2006
- Ammü Quartett: Ammü Quartett (PAO Records, 2007) ( Han Bennink, Mary Oliver)
- Johanna Varner: SOLO (Listermusic, 2010)
- Ammü Quartett: Ümma (Listermusic, 2011) (Hann Bennink , Mary Oliver)
- William Parker & ICI Ensemble: Winter Sun Crying (NEOS JAZZ, 2011)
- Toering, Varner, Treuheit: Usquert 1-11 (Listermusic) producer Dick Toering, 2012
- Klangwelt Station: The music exhibition,  Johanna Varner, Meinrad Kneer, Dick Toering (Listermusic) producer Dick Toering, 2012
- Toering, Varner, Control & fantasy (Listermusic), producer Dick Toering, 2016
- Boreas Duo Klassische CD Music for a while, Johanna Varner, Cello Dick Toering Gitarre, 2017